# Willy Lustenhouwer
Willy Lustenhouwer (echte naam: Willy Lapouter) (Sint-Andries (Brugge), 21 oktober 1920 - Assebroek (Brugge), 13 juni 1994) was een Vlaams muzikant, zanger, conferencier en radio- en televisiepresentator.
Zijn bekendste liedjes zijn Zie je van Brugge? Zet je vanachter (1955) en De Kus-Kus Polka, gezongen in het Brugs.

## Biografie
Lustenhouwer begon zijn muzikale carrière in het orkest van de Bruggeling Xavier Geerolf, waar hij na een tijd ook als conferencier ging optreden tussen de muzikale nummers door. Hij ging ook zelf liedjesteksten, sketches en monologen schrijven.
Begin jaren 1950 ging hij werken bij Radio Kortrijk en bracht hij zijn eerste grammofoonplaten uit. Zijn eerste grote successen als zanger waren Ziejje van Brugge (1955), gezongen in het Brugse dialect, en de Kus-Kus Polka. Van dan af zou hij bijna al zijn liedjes in het Brugs zingen. Hij schreef zelf meer dan 600 liedjes, die steevast op muziek werden gezet door zijn vriend, de accordeonist Roger Danneels.
Begin jaren 1960 maakte hij de overstap naar de televisie en werkte mee in de periode tot 1973 voor de Vlaamse openbare omroep aan populaire spel- en ontspanningsprogramma's zoals Eén tegen allen, Waag je kans, Spel zonder grenzen en Interland. Hij speelde ook een rol in de serie De vorstinnen van Brugge op de Vlaamse televisie (1972). Maar omdat hij ondertussen met een reisbureau was begonnen besloot hij een einde te maken aan het drukke tv-werk en de vele optredens in Vlaanderen. Als afscheid gaf hij een onemanshow, die zo'n succes werd dat er in de volgende jaren nog negen andere op volgden.
Willy Lustenhouwer schreef een boek, De geschiedenis van het café-chantant, waarin hij meer dan tweehonderd oude volksliedjes opnam die hij bij bejaarden was gaan optekenen.
Hij legde ook een kaartenbestand aan van duizenden Brugse dialectwoorden en -uitdrukkingen, met de bedoeling er een woordenboek van het Brugs mee te maken, maar door gezondheidsproblemen kon hij dit project niet meer voltooien. Hij overleed op 13 juni 1994 en lag een tijd begraven op het kerkhof van Ver-Assebroek, maar zijn weduwe besloot later om hem alsnog te laten cremeren.

## Eerbetoon
De leiding van de lokale radio VBRO heeft de herinnering aan Willy Lustenhouwer in ere gehouden. Een borstbeeld van hem werd ingehuldigd. In de lokalen van de VBRO is er een 'zaal Lustenhouwer', die als museum geldt en talrijke memorabilia over de volkszanger exposeert.
Begin 2019 werd een Facebook-petitie georganiseerd met de vraag aan Lustenhouwer een straatnaam te wijden. In 2024 werd er effectief een plein naar hem genoemd: het Willy Lustenhouwerplein. Dat is een binnenplein in een woonproject waar vroeger een militair hospitaal was te vinden.
In 2024 werd voor de schouwburg een stoeptegel onthuld waarop "Willy Lustenhouwer" staat. Bij de onthulling werd erop gewezen dat Lustenhouwer zijn stempel had gedrukt op de schouwburg door het idee te lanceren voor een artiestenfoyer.

## Publicatie
- 1001 moppen, 1979.
- De geschiedenis van het café chantant, met 249 café-chantant liedjes uit oma's tijd, Brugge, Schoonbaert, 1987.